# Endophloeus exculptus
Endophloeus exculptus là một loài bọ cánh cứng trong họ Zopheridae. Loài này được Germar miêu tả khoa học năm 1847.